# Schustertyp

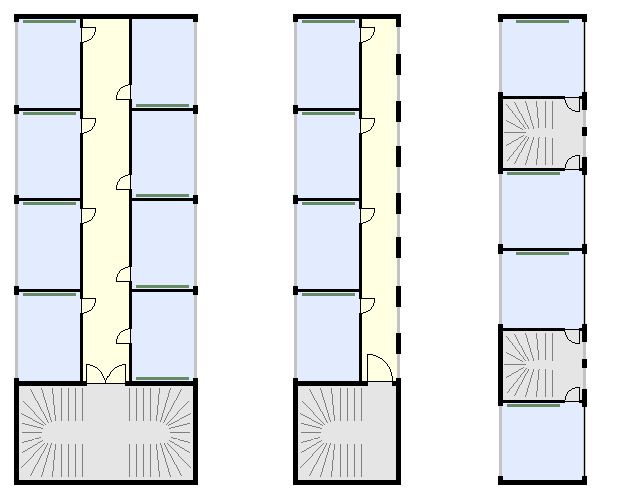
Schul-Bauformen: Kasernen-Typ, Gangtyp und Schustertyp
Klassenräume
Treppenhäuser
Flure

Als Schustertyp (auch Schuster-Typ) wird eine Bauform von Schulgebäuden bezeichnet, die der Architekt Franz Schuster im Rahmen des Projektes „Neues Frankfurt“ in den 1920er Jahren entwickelte. Charakteristisch für den Schustertyp ist die Erschließung von je zwei Klassenräumen pro Geschoss durch eine mittig angeordnete Treppe, wobei jegliche Flure entfallen. So kann jeder Klassenraum von zwei Seiten belichtet und belüftet werden, was reformpädagogischen Vorstellungen von Offenheit und Naturnähe entsprach.

## Merkmale

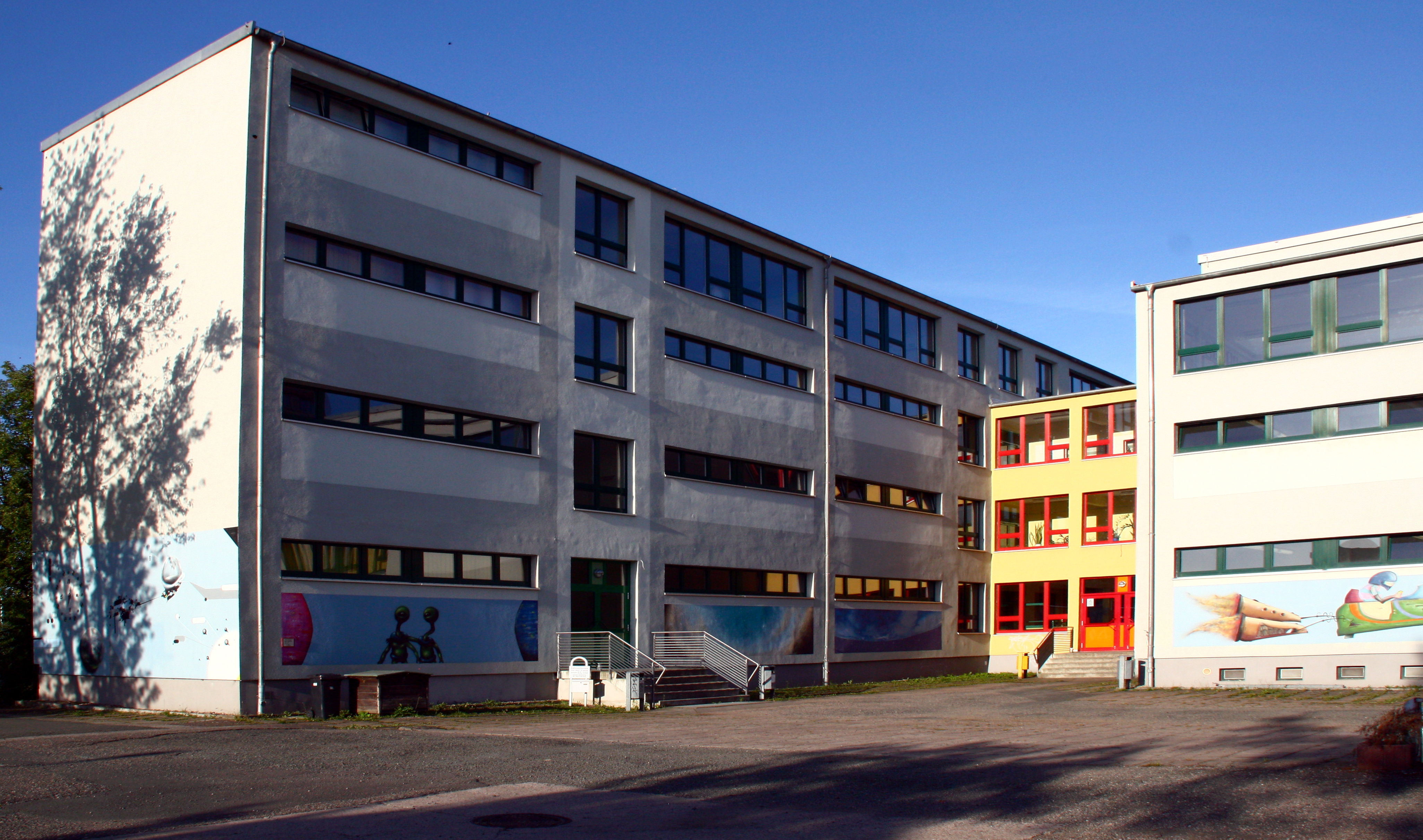
Schule des Typs „Erfurt“, links der viergeschossige Klassentrakt (Schustertyp), rechts an den dreigeschossigen Fachtrakt angeschlossen

Eine mittig angeordnete Treppe erschließt mindestens zwei Klassen, wodurch weitere Flure entfallen. Das erlaubt die Belüftung und Belichtung der Klassenzimmer von zwei Seiten und in voller Tiefe. Durch die zweiseitige Belichtung werden Klassenzimmer mit fast quadratischem Grundriss möglich.

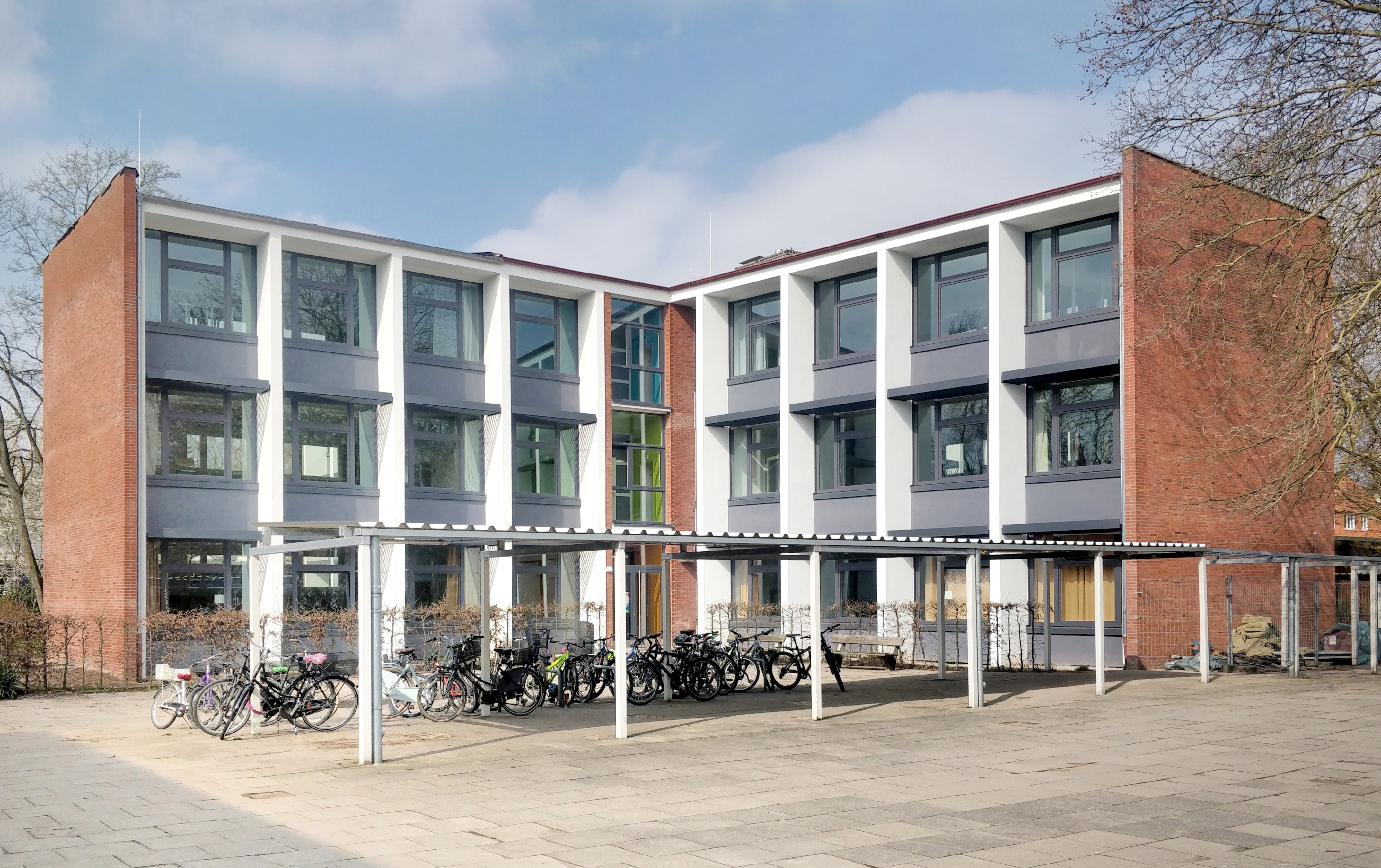
Kreuzbau in Hamburg

Die Anordnung von mehr als zwei Klassenzimmern je Stockwerk bei Erschließung durch ein Treppenhaus ist möglich. Zum Beispiel besitzt der von Paul Seitz für das Hamburger Hochbauamt entworfene Kreuzbau vier Klassenräume pro Stockwerk, die als Flügel kreuzförmig von einem zentralen Treppenhaus abgehen. Dieser dreigeschossige Bau wurde in Hamburg etwa 60 mal realisiert. Nachteilig ist dabei die schlechtere Belichtung der Räume durch eine nicht optimale Ausrichtung an der Himmelsrichtung. Zudem lassen sich Kreuzbauten schlecht mit anderen Gebäuden kombinieren, sie bleiben Solitäre.
Ein Klassenzimmer-Bau des Schustertyps wird häufig mit einem auch horizontal erschlossenen Gebäude für Fachräume kombiniert. Idealtypisch ist die Anordnung in U-Form um den Schulhof, wobei an der Längsseite des Us das Klassenzimmer-Gebäude platziert wird, an der Breitseite die Fachräume und etwaige Verwaltungsgebäude. Eine Turnhalle steht meist separat.

## Vor- und Nachteile
Die Belüftung und Belichtung aller Klassenräume ist von zwei Seiten möglich. Dadurch wird im Raum auch bei größerer Raumtiefe ein für konzentriertes Arbeiten ausreichendes Tageslicht erzielt. Die aus den Gegebenheiten des Lichteinfalls in Mitteleuropa resultierende Standardkonfiguration der Fenster und Raumausrichtung sieht einen annähernd quadratischen Raum mit einer Breite von bis zu 9½ m vor, der dann eine lichte Höhe von mindestens 3,25 m besitzen sollte. Links der Tafelwand (von den Schülern aus gesehen) ist die Hauptfensterwand mit hohen Fenstern, die bis zu zwei Drittel der Raumhöhe einnehmen. Die Hauptfensterwand ist links platziert, um den mehrheitlich rechtshändigen Schülern gutes Licht beim Schreiben (ohne Schattenbildung) zu bieten. Rechts der Tafelwand ist die Nebenfensterwand, typischerweise mit einem schmalen Fensterband ausgestattet, das maximal so hoch sein soll wie ein Drittel der Raumhöhe. Dieses Fensterband sollte möglichst dicht unter der Decke liegen und lichtstreuend verglast sein. Bei zwei Hauptfensterwänden sind Raumbreiten bis zu 11 m realisierbar, dann allerdings mit größeren Blendproblemen.
Der Wegfall von Fluren reduziert den umbauten Raum und somit Bau- und Betriebskosten. Nachteilig ist jedoch die erschwerte horizontale Erschließung. Um einen benachbarten Raum zu erreichen, der an einem anderen Treppenaufgang liegt, muss man auf Höhe des Erdgeschosses hinab- und wieder hinaufsteigen. Da es zu jedem Klassenzimmer nur einen Zugang gibt, wird die Einhaltung heutiger Brandschutznormen erschwert, die für Schulen zwei bauliche Rettungswege fordern.
Im Gegensatz zur klassischen Pavillonschule mit ihren ein- bis maximal zweigeschossigen Klassenraumgebäuden, die ebenfalls nach mehr natürlichem Licht strebt, kann der Schustertyp mehrgeschossig gebaut werden. Das spart Baugrund, verstärkt aber die Probleme der Erschließung.

## Entstehung und Verbreitung
Die Volksschule Niederursel (heute Heinrich-Kromer-Schule) in Frankfurt am Main wurde 1928 eröffnet. Diese nach Plänen von Franz Schuster erbaute Schule gilt als der Urtyp der Bauform. Obwohl der Schustertyp der Reformschulbewegung der 1920er Jahre entsprang, gelangte er erst in der Zeit des Wiederaufbaus nach dem Zweiten Weltkrieg zur Verbreitung. In Westdeutschland standen dabei die Ideale der Freiheit, der Offenheit und der Natürlichkeit im Mittelpunkt von neuer Schularchitektur. Dafür schien der Schustertyp mit seiner besseren Belichtung gut geeignet; zudem boten die fast quadratischen Grundrisse mehr Möglichkeiten zur Gruppenarbeit als die auf den Frontalunterricht ausgelegten rechteckigen Räume älterer Schulen.

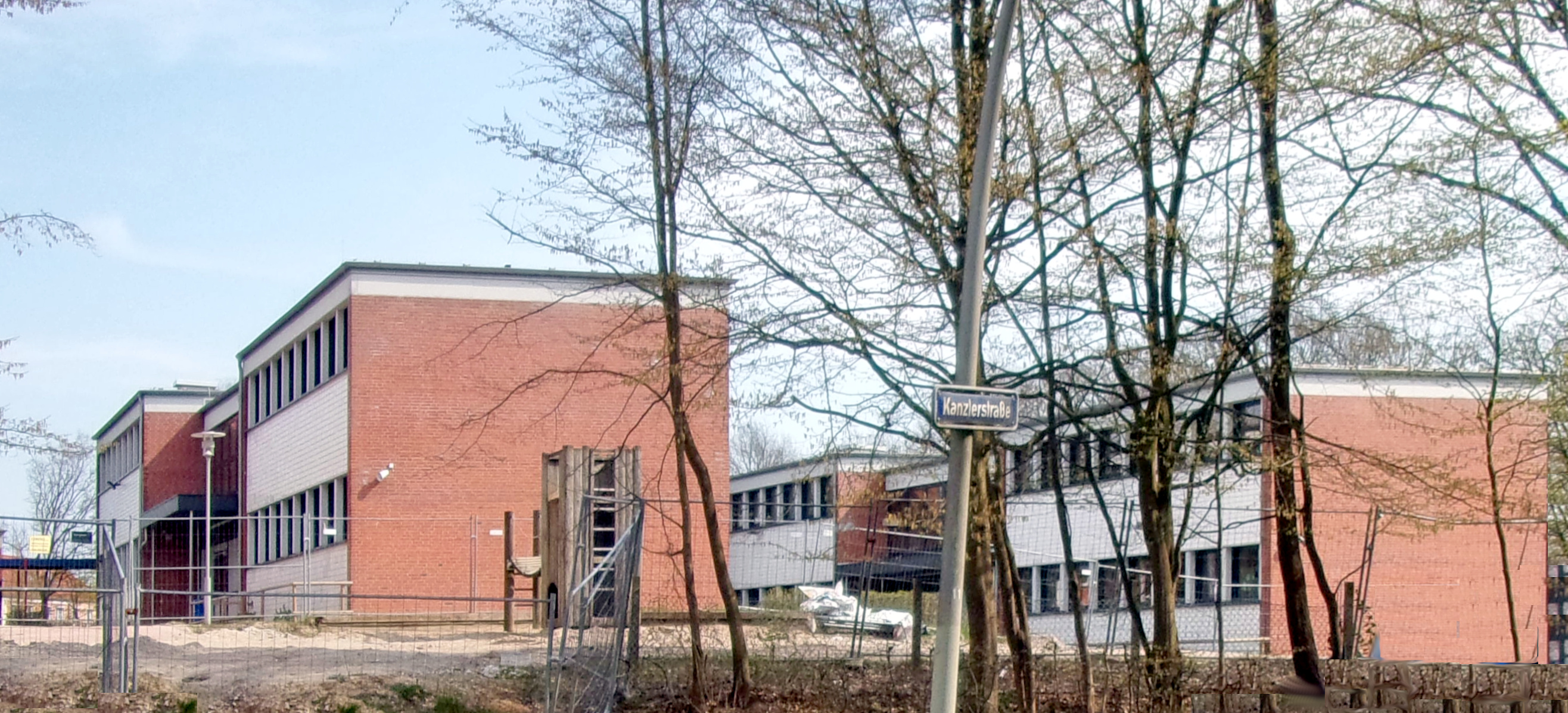
Zwei Einheiten des Typ-65 mit je vier Klassenzimmern in Hamburg

In den einstöckigen Pavillonschulen der Nachkriegszeit waren die Erschließung und die zweiseitige Belichtung kein Problem; allerdings war der Raumverbrauch hoch. In Hamburg wurde 1965 mit dem Typ-65 ein zweigeschossiger Vollmontagebau des Schustertyps entwickelt, der bis 1973 an 49 Schulstandorten in Hamburg errichtet wurde. Eine Einheit des Typ-65 hatte vier Klassenräume. Die Einheiten wurden freistehend oder auch aneinandergereiht errichtet; in der gereihten Variante entfiel kostensparend eine Stirnwand. Oft wurden die Einheiten durch Laubengänge mit anderen Gebäuden des Schulstandorts verbunden.

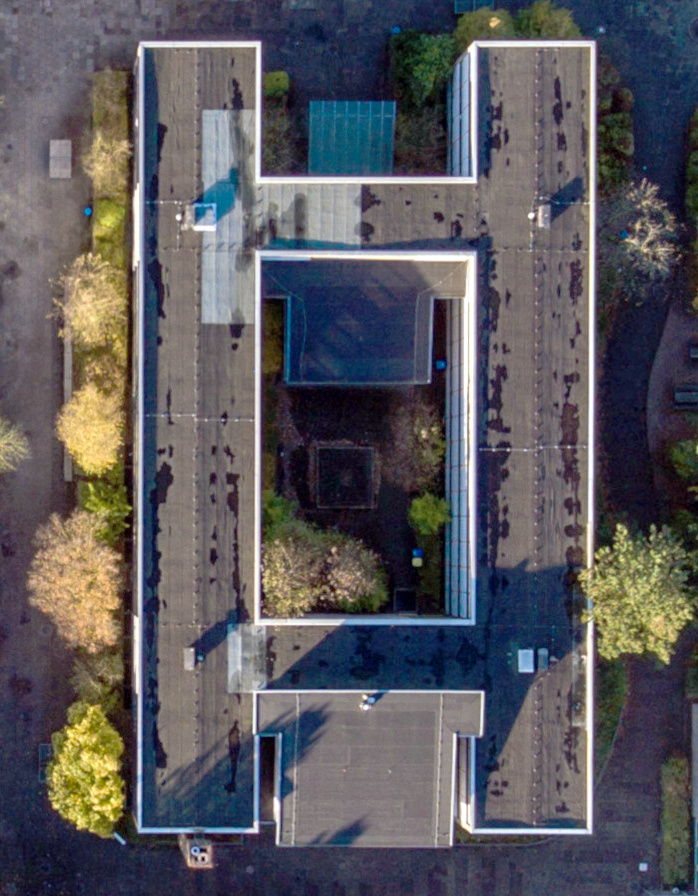
Luftaufnahme einer Doppel-H-Schule in Hamburg

Der Serienschulbau Typ 68 war eine Weiterentwicklung des Typ-65, die vom Ende der 1960er bis Mitte der 1970er Jahre in Hamburg etwa fünfzigmal errichtet wurde. In der Doppel-H-Konfiguration des Typ-68 stehen sich zwei dreistöckige Flügel des Schustertyps mit jeweils zwei Aufgängen gegenüber, die durch teilverglaste Traversen auf allen Stockwerken miteinander verbunden sind. Jeder Flügelbau besitzt zwölf Klassenräume; dazu kommen insgesamt sechs Gruppenarbeitsräume. Die Gebäude bestehen aus industriell vorgefertigten Sandwich-Elementen, die an der Baustelle zusammengesetzt wurden. Die Gebäude sind horizontal in einem Raster von 1,8 m gegliedert.

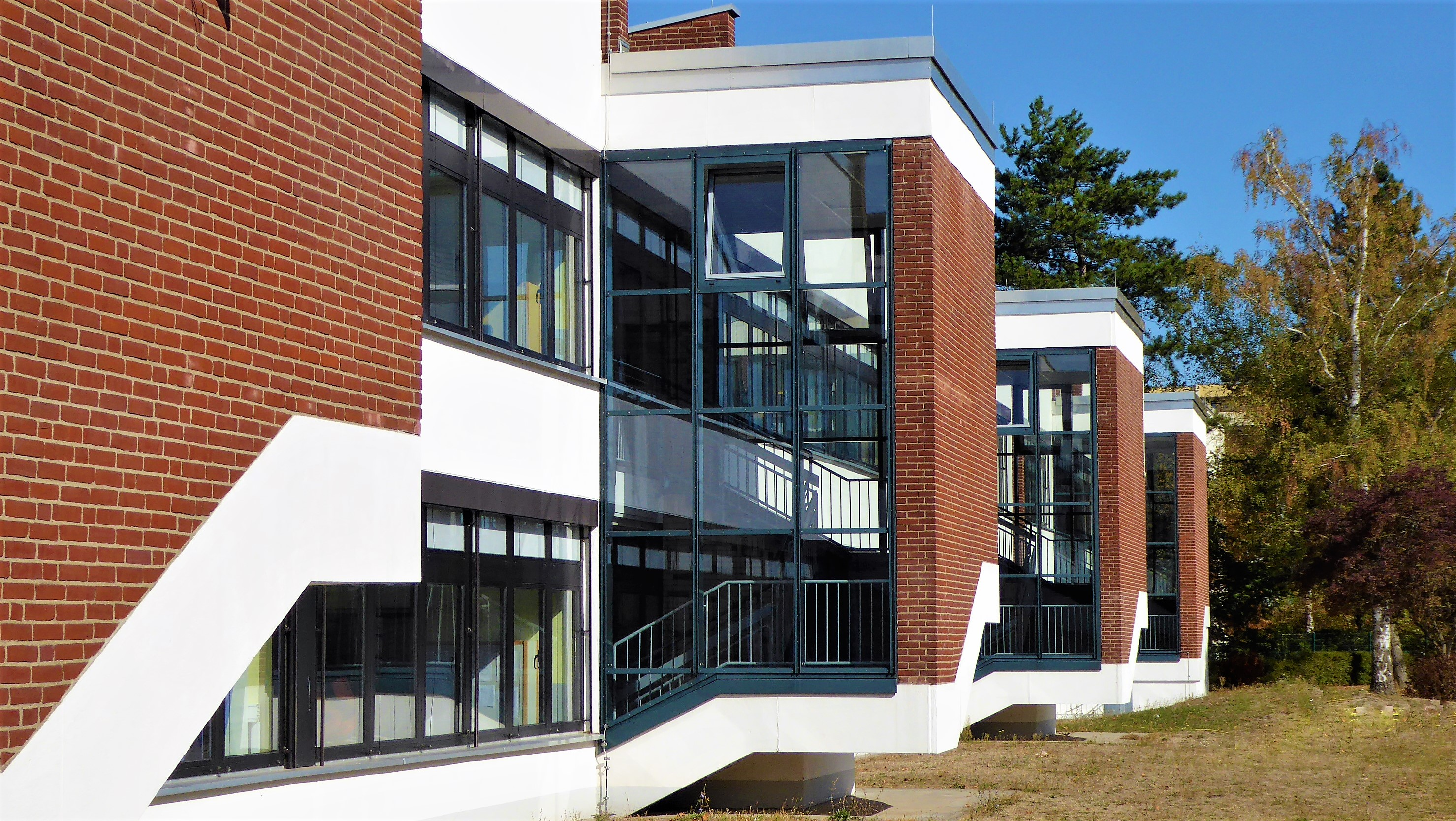
Adolf-Reichwein-Schule in Heusenstamm, Treppenaufgänge

Neben Serienbauten gab es in Westdeutschland auch Einzelentwürfe teils namhafter Architekten, die den Schustertyp verwirklichten. Ein Beispiel ist die von 1955 bis 1960 erbaute Stauferschule in Lorch, ein Wettbewerbsentwurf von Behnisch + Lambart. Der Südflügel dieses ursprünglich als Volksschule genutzten Schulgebäudes ist als Gangtyp ausgeführt; über zwei verglaste Brückengänge ist der als Schustertyp errichtete Nordflügel angebunden. Ernst May leitete in Bremen die Planung der Neubausiedlung Neue Vahr (1958–1964) und setzte dabei für die vier Schulneubauten den Schustertyp ein. Die Schule in der Otto-Braun-Straße, deren Entwurf May im Detail plante, besaß drei Trakte des Schustertyps, die allerdings bis 2017 abgerissen wurden. Auch in Hamburg setzte May den Schustertyp bei einem Schulneubau ein, die Schule Am Sooren (1961–1969) in Rahlstedt erhielt drei zweigeschossige Bauten der Form. Beim Bau der Adolf-Reichwein-Schule in der Nähe von Frankfurt am Main wandelte Ernst May den Schustertyp ab, indem die Treppenaufgänge aus der Fassadenflucht der zweigeschossigen Klassentrakte herausragen. Somit wird zwischen zwei Klassenräumen ein ebener, quadratischer Flurbereich geschaffen, der für unterrichtliche Zwecke genutzt werden kann.
Ab Mitte der 1970er Jahre wurden in Westdeutschland bis auf Ausnahmen keine Schulen des Schustertyps mehr errichtet. Dies war einerseits eine Folge der demographischen Entwicklung – die Schülerzahlen nahmen mit dem Pillenknick ab, entsprechend sank der Bedarf an Schulneubauten. Dazu kam zeitgleich die Einführung der Gesamtschule, die mit ihrem modularen Kurssystem und hohen Schülerzahlen je Schulstandort eine bessere Erschließung der Räume erforderte. Dies führte zu den kritisch als „Schulmaschinen“ bezeichneten Entwürfen der 1970er Jahre, in die kleine Einheiten wie der Schustertyp nicht mehr passten.

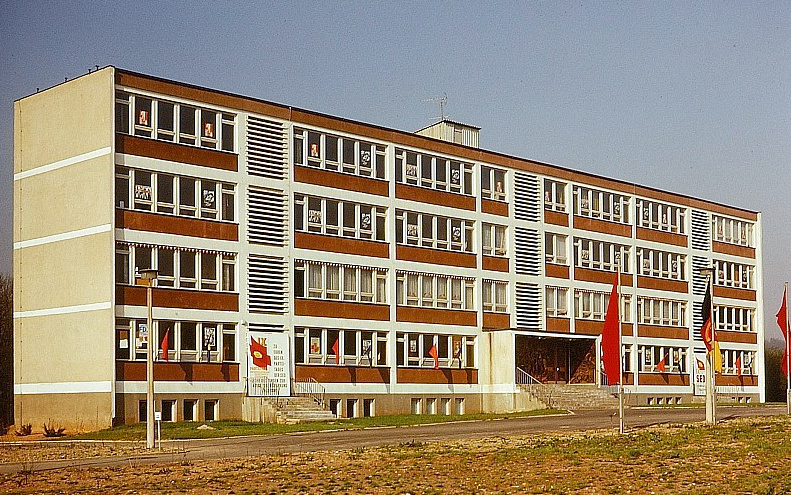
Schule des Typs „Erfurt“, die drei Treppenaufgänge sind an den Lamellen erkennbar.

In der DDR wurden fast alle Schulgebäude in Skelett- bzw. Plattenbauweise als Typenschulen errichtet. Zwei der verbreiteten DDR-Typenschulen entsprachen dabei dem Schustertyp: Der Typ Rostock wurde ausschließlich im Bezirk Rostock gebaut. Der Typ Erfurt wurde in sieben Bezirken errichtet; dabei entstanden etwa 500 Schulgebäude der verschiedenen Unterreihen. Die beidseitig belichteten Klassenräume des viergeschossigen Haupthauses des Typs Erfurt haben einen quadratischen Grundriss von 7 m × 7 m. Dem Haupthaus gegenüber liegt ein dreistöckiger Gebäudewürfel mit Fachräumen, der mit einem Verbindungstrakt über alle seine Stockwerke an das Haupthaus angebunden ist.
Obwohl Schuster aus Österreich stammte, konnte sich die von ihm gefundene Bauform in seinem Heimatland nicht durchsetzen. Zwischen 1918 und 1945 gab es in Österreich nur sehr wenige Schulneubauten, die zudem ohne größere Innovationen auskamen. Nach 1945 fand der Schulbau in Österreich dann Anschluss an die Entwicklung der Schulbautypologie in Westeuropa. Dabei wurden manche Neuerungen umgesetzt, die auf Ideen der Moderne und des Neuen Bauens aus der Zwischenkriegszeit beruhten. Dazu zählten die Pavillonbauweise, die zweiseitige Belichtung, das quadratische Klassenzimmer, bewegliche Schulmöbel und – als letztlich misslungenes Experiment – die Freiluftklasse. Allerdings wurde die zweiseitige Belichtung meist in Pavillonbauweise oder mittels vollverglasten Gängen umgesetzt; die alleinige Erschließung über Treppenhäuser unterblieb bis auf Ausnahmen.